# ミドルイエロー
ミドルイエロー（Middle yellow）とは、ゴールデンイエローや金糸雀色に近い色で純色の一種。

## 近似色
- ゴールデンイエロー
- 金糸雀色